# وتروشکا
وتروشکا (به بلغاری: Vetrushka) یک منطقهٔ مسکونی در بلغارستان است که در ایوالوفگراد واقع شده‌است.